# Andrés Juan Arroyo
 Andrés Juan Arroyo (Montería, Córdoba, Colombia; 20 de enero de 2002) es un futbolista colombiano que juega de centrocampista. Su actual equipo es el Deportes Tolima de la Categoría Primera A. 

## Estadísticas
- Actualizado de acuerdo al último partido jugado el 7 de junio de 2025.

| Club                        | País     | Año       | Partidos | Goles | Asist |
| --------------------------- | -------- | --------- | -------- | ----- | ----- |
| Deportivo Cali              | Colombia | 2019-2023 | 96       | 9     | 1     |
| Jaguares de Córdoba         | Colombia | 2022      | 20       | 2     | 0     |
| Iraklis F.C. (Thessaloniki) | Grecia   | 2024      | 15       | 4     | 0     |
| Deportes Tolima             | Colombia | 2024-act  | 30       | 5     | 2     |
| Total                       | Total    | Total     | 161      | 20    | 3     |